# Jeremy Loughman
Pas d'image ? Cliquez ici

a Compétitions nationales et continentales officielles uniquement.

b Matchs officiels uniquement.
Dernière mise à jour le 5 août 2025.
Jeremy Loughman, né le 22 juillet 1995 à Reno (États-Unis), est un joueur international irlandais d'origine américaine de rugby à XV. Il évolue principalement au poste de pilier gauche pour le Munster en United Rugby Championship.

## Biographie

### Jeunesse et formation
Jeremy Loughman naît à Reno, Nevada, aux États-Unis où il grandit jusqu'à ses quatre ans. Lui et ses parents déménagent ensuite dans le Kent à Sevenoaks en Angleterre en raison du métier de son père où ils restent jusqu'aux 12 ans de Jeremy,. Par la suite, son père étant originaire d'Athy dans le comté de Kildare en Irlande, la famille s'installe alors dans cette localité après que le grand-père de Jeremy Loughman soit tombé malade,.
Là-bas, il commence la pratique du rugby à XV au sein du Athy RFC (en) à l'âge de douze ans, où il évolue avec Joey Carbery, et est scolarisé au sein de l'établissement Árdscoil na Tríonóide. Ensuite, il intègre le Blackrock College (en) de Dublin, il évolue avec l'équipe de l'établissement et remporte la Leinster Schools Rugby Senior Cup (en) en 2013 et 2014,,,. Par la suite, il intègre l'Academy (centre de formation) du Leinster,.
Début janvier 2015, il est sélectionné pour la première fois en équipe d'Irlande des moins de 20 ans, après avoir évolué avec la sélection des moins de 19 ans, dans le cadre du Tournoi des Six Nations des moins de 20 ans 2015,. Durant la compétition, il dispute quatre des cinq journées, toutes en tant que titulaire au poste de pilier gauche. Il réalise notamment une bonne performance face à l'Angleterre,. En mai suivant, il est également sélectionné pour le Championnat du monde junior 2015. Il joue seulement une rencontre contre l'Argentine, où il est remplacé en tout début de match, après une blessure au nez à la suite d'un contact avec un coéquipier, et ne dispute pas le reste de la compétition,.
Après son parcours scolaire, il intègre le club de l'University College Dublin RFC.
Durant sa jeunesse, il évolue au poste de centre avant d'être déplacé au poste de pilier où il peut évoluer à gauche comme à droite de la mêlée,.

### Débuts au Leinster (2015-2017)
Jeremy Loughman fait ses débuts senior avec le Leinster A dans la British and Irish Cup au mois de décembre 2015 contre Ealing Trailfinders. Le mois suivant, il fait ses débuts avec l'équipe première du Leinster dans le Pro12 face aux Dragons où il est remplaçant. Durant la saison, il joue quatre matchs de British and Irish Cup et trois rencontres de Pro12,.
Lors de la saison 2016-2017, il évolue de nouveau principalement en British and Irish Cup, mais il fait néanmoins ses débuts dans le Pro12 en qualité de titulaire contre les Dragons où il débute au poste de pilier droit.
Lors de la première partie de saison 2017-2018, il dispute uniquement deux rencontres de British and Irish Cup avec le Leinster A.

### Départ au Munster et progression (2017-2021)
À partir de décembre 2017, Jeremy Loughman quitte l'Academy du Leinster et change de province, il rejoint celle du Munster, il signe un contrat development (espoir) de trois mois,. Lors de ce même mois, il joue sa première rencontre en British and Irish Cup avec le Munster A contre les Bedford Blues. Le mois suivant, il fait ses débuts avec l'équipe principale dans le Pro14 où il est aligné au poste de remplaçant contre l'Ulster. En avril, son contrat est prolongé jusqu'à la fin de la saison. Le mois suivant, il est finalement prolongé pour une année supplémentaire avec le Munster,. Cette saison-là, il dispute cinq rencontres de British and Irish Cup et seulement deux rencontres de Pro14,.
En décembre 2018, il signe une prolongation le liant jusqu'en juin 2020 avec le Munster. Toujours en décembre, il fait ses débuts en Coupe d'Europe lorsqu'il remplace David Kilcoyne face au Castres olympique. Quatre mois plus tard, il inscrit son premier essai dans le Pro14 contre le Zebre. Il réalise sa saison la plus aboutie en professionnel depuis ses débuts, disputant un total de vingt rencontres, dont neuf titularisations au poste de pilier gauche et inscrivant un essai.
Lors de la saison suivante, il connaît sa première titularisation en Coupe d'Europe contre les Ospreys, il inscrit son premier essai dans la compétition à cette occasion et est nommé homme du match lors de la victoire 32-13 de son équipe à l'extérieur,. Durant le mois de février 2020, il se voit offrir une prolongation de deux ans avec le Munster. Au fil de la saison, il dispute un total de dix-neuf rencontres, dont huit comme titulaire, et inscrit deux essais.
La saison 2020-2021 est plus difficile pour Loughman qui ne dispute que dix rencontres et seulement une en qualité de titulaire. Il ne dispute notamment pas la finale du Pro14 perdue par sa province contre le Leinster.

### Premières convocations avec l'Irlande et vainqueur du United Rugby Championship (2021-2023)
En 2021-2022, Jeremy Loughman repart sur de meilleures bases que la saison précédente en disputant les cinq premières journées du United Rugby Championship (ex Pro14) jusqu'au 23 octobre puis fait ensuite son retour sur les terrains à partir de début janvier suivant où il enchaîne les rencontres jusqu'à la fin de saison. En janvier également, il signe une prolongation de deux années avec la province du Munster. Ensuite, il est sélectionné pour la première fois avec l'équipe d'Irlande pour préparer la quatrième journée du Tournoi des Six Nations 2022 contre l'Angleterre, après avoir été auparavant approché par les États-Unis qu'il a rejeté dans le but de jouer pour l'Irlande,. Au total, il joue vingt-et-un matchs, neuf en tant que titulaire, et inscrit deux essais avec le Munster. L'été suivant, il est retenu pour participer à la tournée de l'Irlande en Nouvelle-Zélande contre les All Blacks. Cependant, il ne dispute pas de rencontres contre ces derniers alors que les Irlandais remportent la série pour la première fois de leur histoire en Nouvelle-Zélande, gagnant deux des trois tests. Pendant la tournée, il joue toutefois deux rencontres non officielles contre les Māori de Nouvelle-Zélande, où il est titulaire lors des deux matchs et connaît une défaite, puis la victoire lors du deuxième match. Pendant la première rencontre, il subit un traumatisme crânien en début de match et est obligé de suivre un protocole commotion pour évaluer ce dernier auquel il répond favorablement, validant donc son retour sur le terrain alors qu'il semblait avoir des symptômes après avoir eu du mal à se relever et à se déplacer après le choc, il est finalement remplacé à la mi-temps,. Cette décision de le faire rentrer à nouveau est critiqué mais Andy Farrell, le sélectionneur irlandais, défend celle-ci en insistant sur le fait que le joueur a réussi le protocole commotion et qu'il a ensuite été remplacé à la mi-temps dans l'intérêt du joueur,,. Par la suite, la Fédération néo-zélandaise annonce que le joueur n'aurait pas dû revenir en jeu après avoir montré des signes évidents de commotion cérébrale,,,.
Durant le mois d'octobre, il est sélectionné pour les test matchs de novembre dans le groupe de l'équipe d'Irlande A (en) (équipe réserve irlandaise également nommée Ireland Wolfhounds). Début novembre, il dispute une rencontre avec cette équipe face aux All Blacks XV (en) (équipe réserve de la Nouvelle-Zélande), il est titulaire mais l'Irlande A s'incline 47 à 19. Toujours en novembre, il est également sélectionné pour la tournée d'automne avec l'Irlande. Durant ce mois, il connaît sa première cape internationale contre les Fidji où il est titularisé. Avec sa province du Munster, il s'établit comme le titulaire à son poste lors de la fin de saison et notamment des phases finales de son club en United Rugby Championship où son équipe se rend en finale et défait les champions en titre les Stormers pour remporter leur premier trophée depuis 2011,. Pendant la saison, il dispute dix rencontres comme titulaire sur les treize qu'il dispute avec sa province et inscrit un essai.

### Participation à la Coupe du monde 2023 et titulaire au Munster (depuis 2023)
Courant août 2023, Jeremy Loughman est appelé avec l'équipe d'Irlande en cours de préparation pour la Coupe du monde après une blessure légère de son coéquipier au Munster David Kilcoyne. À la fin du mois, il fait partie du groupe final des 33 joueurs sélectionnés pour la compétition, il profite notamment du forfait sur blessure de Cian Healy à son poste pour intégrer la liste. Pendant la compétition, il est seulement aligné pour la première journée de la poule B face à la Roumanie en tant que remplaçant. Son équipe est ensuite éliminée en quart de finale contre la Nouvelle-Zélande, lui et les siens s'inclinent 28 à 24 dans un match âprement disputé, mettant fin à leur série de dix-sept victoires consécutives.
Il fait ensuite son retour au Munster durant le mois de novembre suivant et enchaîne les titularisations lors de quatre journées de United Rugby Championship. Début décembre, il signe une prolongation de contrat de deux années supplémentaires avec sa province. Le même mois, il est sélectionné pour le Tournoi des Six Nations. Lors de la deuxième journée de la compétition, il est placé sur le banc des remplaçants et fait ses débuts dans le Tournoi des Six Nations. Ce match est le seul qu'il dispute dans le Tournoi, il fait ensuite son retour avec sa province où il enchaîne les matchs jusqu'à la fin de saison et dispute notamment son centième match avec le Munster contre les Northampton Saints en Champions Cup,,. Malgré une saison ponctuée de bonnes performances et de vingt-deux apparitions pour dix-neuf titularisations sous le maillot du Munster, il n'est pas retenu pour la tournée estivale avec le XV du Trèfle.
La saison 2024-2025 est compliquée pour Jeremy Loughman. Bien qu'il soit désormais le titulaire à son poste, durant l'automne, il se blesse au genou et son absence est d'abord estimée à huit semaines. Cependant, subissant une opération fin novembre, il ne doit finalement effectuer son retour qu'à la fin mars 2025. De retour sur les terrains le 21 mars en URC contre les Glasgow Warriors, il subit une nouvelle blessure deux semaines plus tard en huitième de finale de Champions Cup contre le Stade rochelais. Ne rejouant pas de la saison, il ne dispute que huit rencontres, dont sept comme titulaire durant cet exercice.

## Statistiques

### En équipe nationale
Au 15 août 2024, Jeremy Loughman compte 5 capes avec l'Irlande, dont 1 en tant que titulaire, depuis sa première sélection le 12 novembre 2022 à l'Aviva Stadium face aux Fidji.
Il participe à une édition de la Coupe du monde en 2023, il dispute une rencontre en tant que remplaçant.

## Palmarès

### En province
- Finaliste du Pro12/14 en 2016 avec le Leinster et 2021 avec le.Munster.
- Finaliste de la British and Irish Cup en 2018 avec le Leinster A.
- Vainqueur du United Rugby Championship en 2023 avec le Munster.

### En équipe nationale
- Vainqueur du Tournoi des Six Nations en 2024 avec l'équipe d'Irlande.